# Ujhari
Ujhari é uma cidade e uma nagar panchayat no distrito de Jyotiba Phule Nagar, no estado indiano de Uttar Pradesh.

## Demografia
Segundo o censo de 2001, Ujhari tinha uma população de 18,715 habitantes. Os indivíduos do sexo masculino constituem 52% da população e os do sexo feminino 48%. Ujhari tem uma taxa de literacia de 27%, inferior à média nacional de 59.5%: a literacia no sexo masculino é de 35% e no sexo feminino é de 18%. Em Ujhari, 21% da população está abaixo dos 6 anos de idade.